# Chondrocladia
Chondrocladia ist eine Gattung fleischfressender Hornkieselschwämme der Familie Cladorhizidae, die zu den mycalinen Poeciloscleriden gehören. Die zuvor mit Chondrocladia synonymisierte Gattung Neocladia wurde 2008 als eigenständige Gattung beschrieben, sodass nur ein Teil der Arten in der Gattung Chondrocladia verblieb. Bislang sind innerhalb der Gattung 33 Arten beschrieben worden, zwei weitere Arten sind bekannt, aber noch nicht beschrieben. Manche Arten sind bisher nur in Einzelexemplaren bekannt (Chondrocladia occulta), daher ist ihre Zuordnung zur Gattung Chondrocladia unsicher. Schwämme der Gattung Chondrocladia sitzen auf einem Stängel, der durch ein Rhizoid im Untergrund verankert ist. Manchmal besitzt ihr eiförmiger Körper Äste, die in Kugeln enden. Fossilien, die dieser Gattung zugerechnet werden können, existieren seit dem Pleistozän. Da sie allerdings vor allem in Tiefseehabitaten gefunden wurden, könnten sie schon seit dem Mesozoikum existieren, denn sie besitzen charakteristische Sklerite (auch Microcricorhabden oder Trochirhabden genannt), die aus 200 Millionen Jahre alten Unterjura-Formationen bekannt sind.

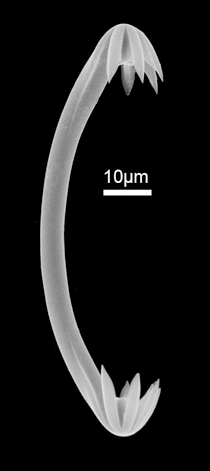
Hakenförmiges Sklerit aus Chondrocladia turbiformis

## Ernährungsweise
Die Schwämme der Gattung Chondrocladia wurden der Öffentlichkeit aufgrund ihrer fleischfressenden Ernährungsweise bekannt. Diese wurde zuerst bei einer neu entdeckten Art festgestellt, die bei einer Expedition des deutschen Forschungsschiffes Polarstern im Rahmen des Cedamar-Projektes gefunden wurde. Fleischfressende Schwämme benutzen hakenförmige Sklerite, um kleine Krebstiere zu fangen. Dies ist seit der Entdeckung von Asbestopluma hypogea bekannt. Dieser Schwamm wurde im Jahre 1995 im Mittelmeer in küstennahen Höhlen nahe der französischen Stadt La Ciotat entdeckt. Inzwischen gilt die carnivore Ernährungsweise in der Familie Cladorhizidae als verbreitet und typisch. Mitglieder der Gattung Chondrocladia besitzen die für Schwämme typischen Kragengeißelzellen, allerdings in einer Form, die es erlaubt aufblasbare, ballonartige Strukturen auszubilden, die für das Einfangen der Beute benutzt werden.

## Arten
Die Arten der Gattung Chondrocladia:
- Chondrocladia albatrossi Tendal, 1973
- Chondrocladia amphactis (Schmidt, 1880)
- Chondrocladia antarctica Hentschel, 1914
- Chondrocladia arctica (Hansen, 1885)
- Chondrocladia arenifera Brøndsted, 1929
- Chondrocladia asigmata Lévi, 1964
- Chondrocladia burtoni Tendal, 1973
- Chondrocladia clavata Ridley & Dendy, 1886
- Chondrocladia concrescens (Schmidt, 1880)
- Chondrocladia crinita Ridley & Dendy, 1886
- Chondrocladia dichotoma Lévi, 1964
- Chondrocladia fatimae Boury-Esnault & Van Beveren, 1982
- Chondrocladia gigantea (Hansen, 1885)
- Chondrocladia gracilis Lévi, 1964
- Chondrocladia guiteli Topsent, 1904
- Chondrocladia koltuni Vacelet, 2006
- Chondrocladia lampadiglobus Vacelet, 2006
- Chondrocladia levii Cristobo, Urgorri & Ríos, 2005
- Chondrocladia lyra Lee et al., 2012
- Chondrocladia magna Tanita, 1965
- Chondrocladia michaelsarsii Arnesen, 1920
- Chondrocladia multichela Lévi, 1964
- Chondrocladia nani Boury-Esnault & Van Beveren, 1982
- Chondrocladia nicolae Cristobo, Urgorri & Ríos, 2005
- Chondrocladia nucleus (Hansen, 1885)
- Chondrocladia occulta
- Chondrocladia pulvinata Lévi, 1964
- Chondrocladia scolionema Lévi, 1964
- Chondrocladia stipitata Ridley & Dendy, 1886
- Chondrocladia vaceleti Cristobo, Urgorri & Ríos, 2005
- Chondrocladia verticillata Topsent, 1920
- Chondrocladia virgata Thomson, 1873 (Typusart)
- Chondrocladia yatsui Topsent, 1930